# 李鍾庚
李鍾庚（?—?），山西屯留縣人，清朝政治人物、進士出身。李思謙之孫、李瑤之子。
順治三年，登進士，授山东商河縣知縣。善於書法。